# Cracked
Cracked ist eine kanadische Dramaserie des Senders CBC, die von Tracey Forbes und dem Task Force Officer Calum de Hartog entwickelt wurde. Die Serie wurde erstmals am 8. Januar 2013 ausgestrahlt. In Deutschland hatte die Serie am 1. Oktober 2013 auf dem Pay-TV-Sender Sat.1 emotions Premiere.

## Handlung
Im Zentrum der Serie steht die neu gebildete Abteilung für Gewaltverbrechen, die Psych Crimes Unit, rund um den Polizisten Aidan Black und die Psychiaterin Dr. Danielle Ridley, die im Bereich Toronto agiert. Die beiden und ihr Team versuchen, sich in die Welt der emotional gestörten Täter hineinzuversetzen. Später verlässt Dr. Ridley das Team. Als Ersatz kommt Dr. Clara Malone hinzu.

## Besetzung und Synchronisation
Die deutsche Synchronisation entsteht unter der Dialogregie von Natascha Geisler durch die Synchronfirma Arena Synchron GmbH in Berlin.
| Rollenname          | Schauspieler         | Hauptrolle | Nebenrolle | Synchronsprecher |
| ------------------- | -------------------- | ---------- | ---------- | ---------------- |
| Aidan Black         | David Sutcliffe      | 1.01–2.08  |            | Markus Pfeiffer  |
| Dr. Danielle Ridley | Stefanie von Pfetten | 1.01–1.13  |            | Gundi Eberhard   |
| Poppy Wisnefski     | Luisa D’Oliveira     | 1.01–2.08  |            | Rubina Kuraoka   |
| Leo Beckett         | Dayo Ade             | 1.01–2.08  |            | Oliver Feld      |
| Diane Caligra       | Karen LeBlanc        | 1.01–2.08  |            | Katrin Fröhlich  |
| Liz Liette          | Mayko Nguyen         | 1.01–2.08  |            | Maria Koschny    |
| Dr. Clara Malone    | Brooke Nevin         | 2.01–2.08  |            | Marie Bierstedt  |
| Dr. Sean McCray     | Paul Popowich        |            | 1.01–1.11  |                  |

## Produktion
Die Hauptrollen wurde Anfang Oktober 2011 von CBC mit David Sutcliffe und Stefanie von Pfetten besetzt. Im Mai 2012 bestellte CBC nach Sichtung der Pilotfolge eine Serie zu dieser. Die Dreharbeiten zu den 13 Episoden der ersten Staffel begannen im Juli 2012 in Toronto. Start der Ausstrahlung der Serie in Kanada war am 8. Januar 2013. Im April 2013, kurz vor dem Ende der ersten Staffel, bestellte der Sender eine zweite. Im Juni 2013 wurde bekannt, dass Brooke Nevin Stefanie von Pfetten als Psychiaterin der Serie in der zweiten Staffel ersetzen werde. Die zweite Staffel der Serie startete am 30. September 2013. Im März 2014 wurde bekannt, dass der Sender die Serie auf Grund von Budgeteinsparungen nicht weiterführen würde.

## Ausstrahlung
Kanada
Die erste Staffel der Serie wurde zwischen dem 8. Januar und dem 16. April 2013 auf CBC ausgestrahlt, die zweite Staffel vom 30. September bis zum 25. November 2013.
Deutschland
In Deutschland sendete der Sender Sat.1 emotions vom 1. Oktober 2013 bis zum 10. Dezember 2013 die erste Staffel der Serie. Die zweite Staffel wurde vom 22. Juli bis 12. August 2014 in Doppelfolgen bei Sat.1 emotions ausgestrahlt.

## Episodenliste

### Staffel 1
| Nr. (ges.) | Nr. (St.) | Deutscher Titel       | Originaltitel         | Erstausstrahlung Kanada | Deutschsprachige Erstausstrahlung (D) | Regie          | Drehbuch                             |
| ---------- | --------- | --------------------- | --------------------- | ----------------------- | ------------------------------------- | -------------- | ------------------------------------ |
| 1          | 1         | Unter Kontrolle       | How the Light Gets In | 8. Jan. 2013            | 1. Okt. 2013                          | Tim Southam    | Tracey Forbes                        |
| 2          | 2         | Gefallener Engel      | Fallen                | 15. Jan. 2013           | 1. Okt. 2013                          | Phil Earnshaw  | Dennis Foon & Janet MacLean          |
| 3          | 3         | Reise zum Licht       | What We Can’t See     | 22. Jan. 2013           | 8. Okt. 2013                          | Bruce McDonald | Tracey Forbes                        |
| 4          | 4         | Grenzenlos            | White Knight          | 29. Jan. 2013           | 8. Okt. 2013                          | Phil Earnshaw  | Alan McCullough                      |
| 5          | 5         | Der Rächer            | No Traveller Returns  | 5. Feb. 2013            | 15. Okt. 2013                         | Brett Sullivan | Bruce M. Smith                       |
| 6          | 6         | Verlorene Zeit        | Spirited Away         | 12. Feb. 2013           | 22. Okt. 2013                         | Don McBrearty  | Sandra Chwialkowska                  |
| 7          | 7         | Rocket Man            | Rocket Man            | 19. Feb. 2013           | 29. Okt. 2013                         | Bruce McDonald | Patrick Tarr                         |
| 8          | 8         | Der Informant         | The Thump Parade      | 26. Feb. 2013           | 5. Nov. 2013                          | Anne Wheeler   | Patrick Tarr                         |
| 9          | 9         | Kalte Schönheit       | Cherry Blossoms       | 19. März 2013           | 12. Nov. 2013                         | Jim Donovan    | Alan McCullough & Alexandra Mircheff |
| 10         | 10        | Verraten              | Inquest               | 26. März 2013           | 19. Nov. 2013                         | Steve DiMarco  | Alan McCullough                      |
| 11         | 11        | Schatten in der Nacht | Night Terrors         | 2. Apr. 2013            | 26. Nov. 2013                         | Don McBrearty  | Sandra Chwialkowska                  |
| 12         | 12        | Vergessene Krieger    | Old Soldiers          | 9. Apr. 2013            | 3. Dez. 2013                          | Steve DiMarco  | Bruce M. Smith                       |
| 13         | 13        | Schwarzes Licht       | The Light in Black    | 16. Apr. 2013           | 10. Dez. 2013                         | Don McBrearty  | Matt Doyle & Tracey Forbes           |

### Staffel 2
| Nr. (ges.) | Nr. (St.) | Deutscher Titel     | Originaltitel | Erstausstrahlung Kanada | Deutschsprachige Erstausstrahlung (—) | Regie           | Drehbuch                      |
| ---------- | --------- | ------------------- | ------------- | ----------------------- | ------------------------------------- | --------------- | ----------------------------- |
| 14         | 1         | Königskinder        | Swans         | 30. Sep. 2013           | 22. Juli 2014                         | Bruce McDonald  | Bruce M. Smith                |
| 15         | 2         | Ein hoher Preis     | The Price     | 7. Okt. 2013            | 22. Juli 2014                         | Don McBrearty   | David Barlow                  |
| 16         | 3         | Fight Club          | The Valley    | 14. Okt. 2013           | 29. Juli 2014                         | Don McBrearty   | Ellen Vanstone                |
| 17         | 4         | Verlorene Gesichter | Faces         | 21. Okt. 2013           | 29. Juli 2014                         | Bruce McDonald  | Patrick Tarr                  |
| 18         | 5         | Zwei Brüder         | The Hold Out  | 28. Okt. 2013           | 5. Aug. 2014                          | Norma Bailey    | Karen McClellan               |
| 19         | 6         | Ghost Dance         | Ghost Dance   | 4. Nov. 2013            | 5. Aug. 2014                          | Jim Donovan     | Laurie Finstad-Knizhnik       |
| 20         | 7         | Kein Entkommen      | Hideaway      | 18. Nov. 2013           | 12. Aug. 2014                         | Sudz Sutherland | Patrick Tarr & Ellen Vanstone |
| 21         | 8         | Rätselhafte Stimmen | Voices        | 25. Nov. 2013           | 12. Aug. 2014                         | Jim Donovan     | Bruce M. Smith                |

## Rezeption
Der bei Serienjunkies.de tätige Thordes Herbst schrieb zur Pilotfolge: „Zwischen eingängiger Musik und altbewährten Kameraperspektiven absolviert das neue Drama keinen Höhenflug in puncto Innovation. Auch das dankbar bedrohliche Motiv einer mit wirren Wortschnipseln beschmierten Zimmerwand wird nicht zum ersten Mal verarbeitet. Ein gut besetztes Ermittlerteam, so manch unorthodoxe Herangehensweise und das weiträumige Spielfeld der menschlichen Psyche bilden jedoch eine vielversprechende Grundlage für diese Serie made in Canada. […] Blacks etwas plakativ in Worte gefasste Unberechenbarkeit birgt großes Potential. […] Auch die Tatsache, dass Daniella Ridley für ihn ebenso als Überwacherin fungiert wie als Partnerin, ist aussichtsreich.“